# Disang
Der Disang (auch Dilih) ist ein linker Nebenfluss des Brahmaputra in den indischen Bundesstaaten Arunachal Pradesh und Assam.
Der Disang entspringt im Patkai-Gebirge unweit der Grenze zu Myanmar. Von dort fließt er in überwiegend nördlicher Richtung durch den Distrikt Changlang. Er verlässt das Bergland und erreicht bei Namrup das Tiefland von Assam. Der Disang wendet sich nach Westen und  durchfließt die Stadt Namrup. Anschließend schlängelt sich der Disang anfangs in westsüdwestlicher, später in westlicher Richtung durch das Tiefland und den Distrikt Sivasagar, dessen Hauptstadt Sivasagar südlich des Flusslaufs liegt. Schließlich erreicht der Disang bei Disangmukh das Südufer des Brahmaputra.
Der Disang hat eine Länge von 230 km.